# Monte Poieto
Il Monte Poieto, alto 1.360 m s.l.m., è posto a cavallo tra la Val Seriana e la Val Brembana, nelle Prealpi Orobie, in provincia di Bergamo, questo monte è una meta popolare per escursionisti e appassionati di sport all'aria aperta, grazie alla sua posizione panoramica che offre spettacolari vedute sulla valle sottostante e sulle montagne circostanti. La sua accessibilità, anche grazie alla funivia che collega il comune di Aviatico alla cima, lo rende facilmente raggiungibile e adatto a escursioni di varia difficoltà.

## Descrizione
Il Poieto si innalza per circa 350 metri sopra l'abitato di Aviatico. Presenta un ampio pianoro erboso sulla sommità.

## Turismo
È un luogo molto frequentato da famiglie e gruppi poiché presenta un albergo-ristorante, aree pic-nic, parco giochi, animali recintati, percorsi MTB e una cabinovia che lo collega ad Aviatico. Sul punto più alto è presente anche una piccola cappella.
Dalla cima si gode di una bella visuale sulla bassa Val Seriana e sulla Val Gandino con il Pizzo Formico e il Monte Misma, sui monti Suchello, Alben, Arera e Presolana, sull'abitato di Selvino e sulla pianura bergamasca.

### Escursioni
Oltre all'accesso tramite cabinovia, il Poieto offre una vasta rete di sentieri per raggiungerne la sommità. La via più diretta è quella che prevede di prendere un sentiero che inizia in corrispondenza della stazione di partenza della cabinovia e che poco dopo incontra una mulattiera che arriva fino in cima. 
Più suggestivo invece è il percorso che, sempre da Aviatico, sale attraverso i ghiaioni e le rocce strapiombanti del Monte Cornagera e porta poi alla cappelletta di vetta. C'è anche la possibilità di partire dalla località Forca per seguire una mulattiera che risale il versante opposto della montagna. Infine si può raggiungere il monte dalla frazione Ganda, passando da un osservatorio astronomico lungo il percorso.
Dal Poieto si può fare una traversata per creste erbose e saliscendi verso il Monte Suchello seguendo il sentiero 519, ed eventualmente proseguire per il Monte Alben per il sentiero 525, passando dal passo Barbata e, dopo aver attraversato un bosco e dei pratoni, percorrendo una facile cresta rocciosa fino in vetta.